# اللهجة السيستانية
اللهجهٔ السيستانية هي إحدى لهجات اللغة الفارسية التي يتحدث بها شعب السيستاني . يُتحدث بهذه اللهجة على نطاق واسع في منطقة سيستان في إيران ومنطقة سيستان الشرقية في أفغانستان وأجزاء من (طاجيكستان وباكستان) وتركمانستان وسهل جرجان وخراسان. وتنقسم هذه اللهجة نفسها إلى لهجتين منفصلتين هما السيستاني باش أبي وشيب أبي، اللتان طرأت عليهما تغييرات في بنيتهما.